# Andie MacDowell
Andie MacDowell (21 d'abril de 1958) és una actriu estatunidenca nominada tres cops com a millor actriu als premis Globus d'Or.

## Biografia
Va anar a escola fins al 1978, quan se'n va anar a Nova York. Comença la seva carrera com a model. Va ser model de la marca L'Oréal, que va difondre àmpliament la seva imatge. El seu començament al cinema va ser el 1984 a la pel·lícula Greystoke, la llegenda de Tarzan, interpretada per Christopher Lambert)
El 1989 va fer de protagonista a Sexe, mentides i cintes de vídeo, i l'any següent a Matrimoni de conveniència. Troba l'èxit amb Quatre bodes i un funeral, considerada un clàssic de la comèdia romàntica, l'èxit de la qual rellança la comèdia britànica de mitjans dels anys 1990.
MacDowell va estar casada amb Paul Qualley entre 1986 i 1999, any en què es va divorciar. El 2001 es va tornar a casar. Té tres fills: Justin, nascut el 1986, Rainey, nascuda el 1989, i la també actriu Sarah Margaret, nascuda el 1994.

## Filmografia
- 1983: Greystoke, la llegenda de Tarzan (Greystoke: The Legend of Tarzan, Lord of the Apes) de Hugh Hudson.
- 1985: St. Elmo's, punt de trobada (St. Elmor's Fire) de Joel Schumacher
- 1989: Sexe, mentides i cintes de vídeo (Sex, Lies and Videotape) de Steven Soderbergh.
- 1990: Matrimoni de conveniència (Green Card) de Peter Weir.
- 1991: El gran falcó (Hudson Hawk) de Michael Lehmann
- 1991: Objecte de seducció (The Object of Beauty) de Michael Lindsay-Hogg
- 1992: El joc de Hollywood (The Player) de Robert Altman
- 1993: Robí Caire (Ruby Cairo) de Graeme Clifford
- 1993: Atrapat en el temps (Groundhog Day) de Harold Ramis
- 1993: Vides encreuades (Short Cuts) de Robert Altman
- 1994: Quatre bodes i un funeral (Four Weddings and a Funeral) de Mike Newell.
- 1994: Bad Girls de Jonathan Kaplan
- 1995: Unstrung Heroes de Diane Keaton
- 1996: Els meus dobles, la meva dona i jo (Multiplicity) de Harold Ramis
- 1996: Michael (Michael) de Nora Ephron
- 1997: El final de la violència (The End of Violence) de Wim Wenders
- 1998: Gary & Linda de Richard Wenk
- 1998: Caigut del cel (Just the Ticket)
- 1999: Reaching Normal de Anne Heche
- 1999: Muppets from Space de Tim Hill
- 1999: Shadrach (Shadrach) de Susanna Styron
- 1999: La musa (The Muse) d'Albert Brooks
- 2000: Les flors d'en Harrison (Harrison's Flowers) de Elie Chouraqui
- 2001: Mentre hi hagi homes (Crush) de John Mac Kay
- 2002: El misteri de Ginostra (Ginostra)  de Manuel Pradal
- 2004: Beauty Shop de Bille Woodruff
- 2005: L'últim senyal de Douglas Law
- 2005: Tara Road
- 2006: Barnyard de Steve Oedekerk
- 2007: Intervention
- 2008: Inconceivable
- 2009: The Six Wives of Henry Lefay
- 2010: As Good as Dead
- 2010: The 5th Quarter
- 2010: Happiness Runs
- 2010: Daydream Nation
- 2011: Mighty Fine
- 2011: Monte Carlo
- 2015: Magic Mike XXL
- 2017: Only the Brave
- 2019: Ready or Not
- 2021: No Man's Land
- 2022: Along for the Ride